# Émile Poirault
Pour les articles homonymes, voir Poirault.
Émile Poirault, né le 10 août 1890 à Argenton-l'Église (Deux-Sèvres) et mort le 15 avril 1964 dans le même village, est un homme politique français.

## Biographie
Fils d'un petit propriétaire paysan, Émile Poirault suit des études secondaires jusqu'au baccalauréat, avant d'être mobilisé pendant toute la durée de la première guerre mondiale.
Rendu à la vie civile, il s'installe comme viticulteur à Thouars, commune dont il est élu conseiller municipal, sous l'étiquette radicale, en 1925, puis conseiller général en 1931. Il conserve ces deux mandats jusqu'à la guerre. Il est aussi candidat, en vain, aux législatives en 1932 et 1936.
Pendant la seconde guerre mondiale, il s'engage dans la résistance, au sein de Libération-Nord, ce qui lui vaut d'être nommé maire de Thouars en 1944, élu en 1944, et réélu pour un dernier mandat en 1947. En septembre 1945, il retrouve son mandat de conseiller général, dans le canton de Thouars, mais le perd en 1947, du fait du maintien au second tour du candidat communiste.
Il rejoint à cette période le parti socialiste SFIO, et figure en deuxième position sur la liste menée par Émile Bèche pour l'élection de la première assemblée constituante, et est élu député. Mais son mandat est de courte durée car la SFIO perdant un siège lors de l'élection de juin 1946, il n'est pas réélu, pas plus que lors des élections de novembre.
Mais, président de la fédération viticole du Nord des Deux-Sèvres, de la caisse locale de crédit agricole, Poirault est un notable local, qui fait fructifier son implantation en se présentant aux sénatoriales de novembre 1946, où il est élu de justesse.
Mais, malgré son activité assez intense au Conseil de la République, il n'est pas réélu en 1948. Il tente à nouveau sa chance en 1952, sans plus de succès.

## Décoration
- Médaille d'honneur départementale et communale, échelon vermeil (1953)[1]

## Détail des fonctions et des mandats
Mandats parlementaires
- 21 octobre 1945 - 10 juin 1946 : Député des Deux-Sèvres[2]
- 8 juin 1946 - 7 novembre 1948 : Sénateur des Deux-Sèvres[3]